# Théorie de la détection du signal
La théorie de la détection du signal est une application de la théorie de la décision concernant la détection d'une information ou d'un motif dans un signal mesuré en présence de bruit. Cette théorie décrit comment choisir de manière optimale un critère permettant de discerner l'information jugée utile - le signal - du bruit  environnant, en tenant compte de la nature probabiliste de la source du signal, des différentes sources de bruit et du récepteur, à savoir l'outil de mesure du signal. Elle définit en outre des critères de qualité de la détection obtenue et plus généralement de la performance du récepteur.
Les débuts de la théorie de la détection du signal remontent au développement des récepteurs radar.
Les principales applications de cette théorie sont, outre le radar, les télécommunications, le contrôle qualité, et l'astronomie d'observation.

## Cas de la détection binaire
C'est le cas le plus simple, dans lequel on cherche à différencier deux états possibles, généralement la présence ou l'absence d'une information dans un ou plusieurs signaux déterministes en présence de bruit aléatoire. Cela revient aussi à un problème de classification automatique supervisée dans le cas où il y a deux classes.
On considère un ensemble de n signaux pouvant être émis aléatoirement par l'une de deux sources H1 et H2, avec des probabilités p1 et p2 (telles que {\displaystyle p_{1}+p_{2}=1}), appelées probabilités a priori. Ceci produit une variable aléatoire continue X sur un espace d'observation {\displaystyle \chi \subset \mathbb {R} ^{n}} dont les probabilités conditionnelles sont définies par les fonctions densité de probabilité fX|H1 et fX|H2.
On cherche une partition de l'espace d'observation
{\displaystyle \chi =\chi _{1}\cup \chi _{2}} telle que {\displaystyle \chi _{1}\cap \chi _{2}=\emptyset }.
Etant donnée une réalisation x de X, c'est-à-dire une mesure du signal,
on lui associe les décisions :
- D1 si x est dans {\displaystyle \chi _{1}}
- D2 si x est dans {\displaystyle \chi _{2}}

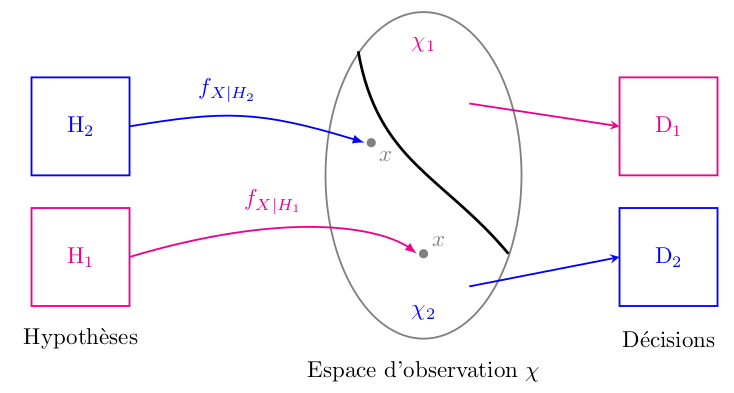
Relations entre les hypothèses, l'espace d'observation et les décisions

Il y a donc quatre types d'événement possibles :
- Décision D1 sous l'hypothèse H1, appelé vrai négatif
- Décision D1 sous l'hypothèse H2, appelé faux négatif
- Décision D2 sous l'hypothèse H1, appelé faux positif
- Décision D2 sous l'hypothèse H2, appelé vrai positif

auxquels sont associés les probabilités conditionnelles {\displaystyle P(D_{i}|H_{j})=\int _{\chi _{i}}f_{X|H_{j}}(x)\,dx}.
La règle de décision se base sur le rapport de vraisemblance {\displaystyle \Lambda (x)={\frac {f_{X|H_{2}}(x)}{f_{X|H_{1}}(x)}}} et une valeur de seuil {\displaystyle \lambda _{s}} tels que
et
.
Cette règle permet d'exprimer les probabilités conditionnelles de décision en fonction du rapport de vraisemblance :
- {\displaystyle P(D_{1}|H_{j})=\int _{0}^{\lambda _{s}}f_{\Lambda |H_{j}}(\lambda )\,d\lambda }
- {\displaystyle P(D_{2}|H_{j})=\int _{\lambda _{s}}^{\infty }f_{\Lambda |H_{j}}(\lambda )\,d\lambda }

avec {\displaystyle f_{\Lambda |H_{j}}} la fonction densité de probabilité associée à la probabilité conditionnelle de la variable aléatoire {\displaystyle \Lambda } sous hypothèse Hj.
La performance de la détection est quantitifée au moyen :
- des probabilités totales de bonne ou mauvaise détection {\displaystyle P(BD)=P(D_{1}|H_{1})\,p_{1}+P(D_{2}|H_{2})\,p_{2}} et {\displaystyle P(MD)=P(D_{2}|H_{1})\,p_{1}+P(D_{1}|H_{2})\,p_{2}}, qui dépendent du niveau de seuil {\displaystyle \lambda _{s}} choisi,
- de la caractéristique opérationnelle du récepteur représentant graphiquement l'évolution du taux de vrai positifs {\displaystyle P(D_{2}|H_{2})} et du taux de faux positifs {\displaystyle P(D_{2}|H1)} en fonction du seuil {\displaystyle \lambda _{s}}.

### Critère de Bayes
Toutes les décisions ne sont pas équivalentes quant à leur utilité. On associe donc un coût à chaque événement {\displaystyle C_{i,j}} correspondant à la décision Di sous hypothèse Hj.
En général les mauvaises décisions sont plus coûteuses et on a {\displaystyle C_{2,1}>C_{1,1}} et {\displaystyle C_{1,2}>C_{2,2}}.
On cherche ensuite le niveau de seuil {\displaystyle \lambda _{s}} qui minimise le coût moyen
.
Celui ci est obtenu pour
c'est le seuil obtenu selon le critère de Bayes.

### Maximum a posteriori
Si on choisit de pénaliser uniquement et uniformément les mauvaises détections {\displaystyle C_{1,2}=C_{2,1}=1} et {\displaystyle C_{1,1}=C_{2,2}=0}, le coût moyen devient {\displaystyle C=P(D_{2}|H_{1})\,p_{1}+P(D_{1}|H_{2})\,p_{2}=P(MD)}.
Ce choix particulier revient à minimiser la probabilité totale de mauvaise détection.
Le niveau de seuil devient alors
On peut montrer que dans ce cas la règle de décision peut se reformuler sous la forme suivante :
{\displaystyle P(H_{j}|X)} étant la probabilité conditionnelle a posteriori de l'hypothèse Hj.
Cette règle revient donc à choisir à chaque fois le maximum de la probabilité a posteriori.

### Critère minimax

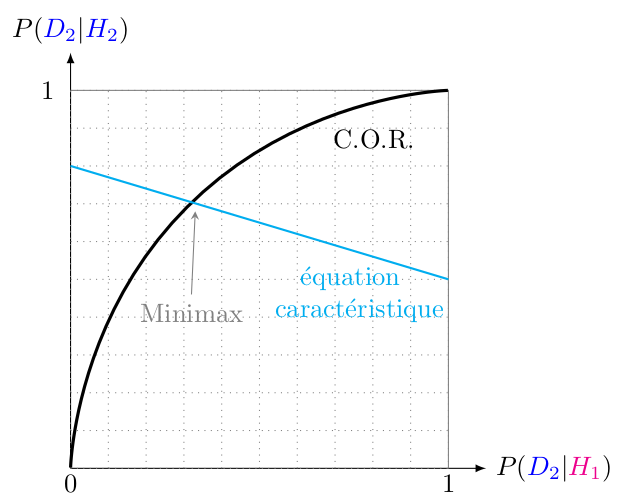
Intersection de la droite représentative de l'équation caractéristique avec la courbe caractéristique opérationnelle du récepteur

Le critère de Bayes suppose la connaissance des probabilités a priori, ce qui n'est pas toujours le cas. On va donc essayer de se placer dans le pire cas du critère de Bayes, c'est-à-dire rechercher une des probabilités a priori, par exemple {\displaystyle p_{1}}, de sorte à avoir
{\displaystyle C(p_{1},\lambda _{s})} étant le coût moyen précédemment défini.
La valeur de seuil reste celle définie par le critère de Bayes
et la probabilité qui maximise le coût {\displaystyle C(p_{1},\lambda (p_{1}))} est solution de l'équation caractéristique
Les deux probabilités conditionnelles {\displaystyle P(D_{i}|H_{j}),i\neq j} dépendent implicitement de {\displaystyle p_{1}} au travers de {\displaystyle \lambda _{s}}.
On peut représenter graphiquement le critère minimax en remarquant que puisque {\displaystyle P(D_{1}|H_{2})+P(D_{2}|H_{2})=1} l'équation caractéristique est aussi l'équation d'une droite dans le plan {\displaystyle (P(D_{2}|H_{1}),\,P(D_{2}|H_{2}))}. Son intersection avec la courbe caractéristique opérationnelle du récepteur donne directement les probabilités conditionnelles satisfaisant le critère minimax.

### Critère de Neyman-Pearson
Les critères précédents supposent tous qu'il est possible de définir le coût associé aux différentes décisions. Toutefois lorsque ceci n'est pas possible, il existe une autre approche consistant à fixer a priori le taux de faux positif {\displaystyle P(D_{2}|H_{1})} à une valeur {\displaystyle \alpha } et à rendre maximum le taux de bonne détection {\displaystyle P(D_{2}|H_{2})}.
Ceci revient à chercher un niveau de seuil {\displaystyle \lambda _{s}} intervenant dans la règle
de décision
tel que
On peut interpréter graphiquement le critère de Neyman-Pearson à l'aide de la courbe caractéristique opérationnelle du récepteur. Le taux de faux positif en abscisse est directement donné par le niveau désiré {\displaystyle \alpha }. D'autre part, une propriété de la caractéristique opérationnelle du récepteur est que sa pente est égale au niveau de seuil {\displaystyle \lambda _{s}}. Le critère de Neyman-Pearson revient donc à mesurer la pente de la courbe au point d'abscisse {\displaystyle \alpha } considéré.

### Application au cas d'un signal en présence de bruit gaussien

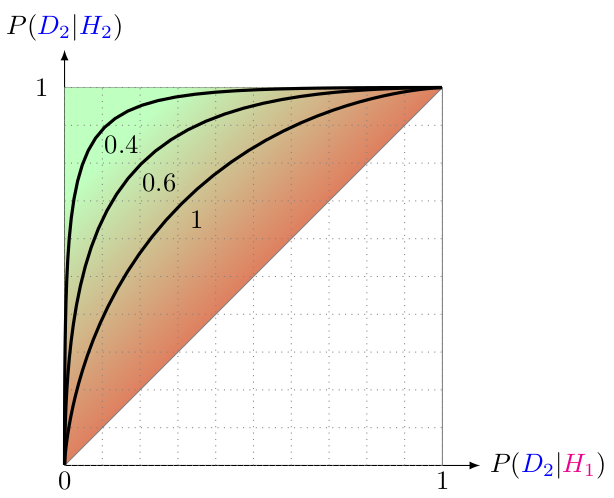
Caractéristique opérationnelle du récepteur correspondant à différentes valeurs du ratio

On se place dans le cas où une seule mesure (n = 1) est produite par deux hypothèses
- H1 : la variable aléatoire X est distribuée suivant une loi normale d'espérance mathématique {\displaystyle \mu _{1}} et de variance {\displaystyle \sigma ^{2}},
- H2 : la variable aléatoire X est distribuée suivant une loi normale d'espérance {\displaystyle \mu _{2}} (que l'on suppose plus grande que {\displaystyle \mu _{1}}) et de même variance {\displaystyle \sigma ^{2}}.

Autrement dit, le signal peut prendre deux valeurs déterministes {\displaystyle \mu _{1}} et {\displaystyle \mu _{2}} auxquelles un bruit gaussien est ajouté.
Le critère du maximum a posteriori fournit la règle de décision suivante sur la valeur mesurée x :
avec une valeur de seuil {\displaystyle x_{s}={\frac {\mu _{1}+\mu _{2}}{2}}+{\frac {\sigma ^{2}}{\mu _{2}-\mu _{1}}}\,\log \left({\frac {p_{1}}{p_{2}}}\right)}

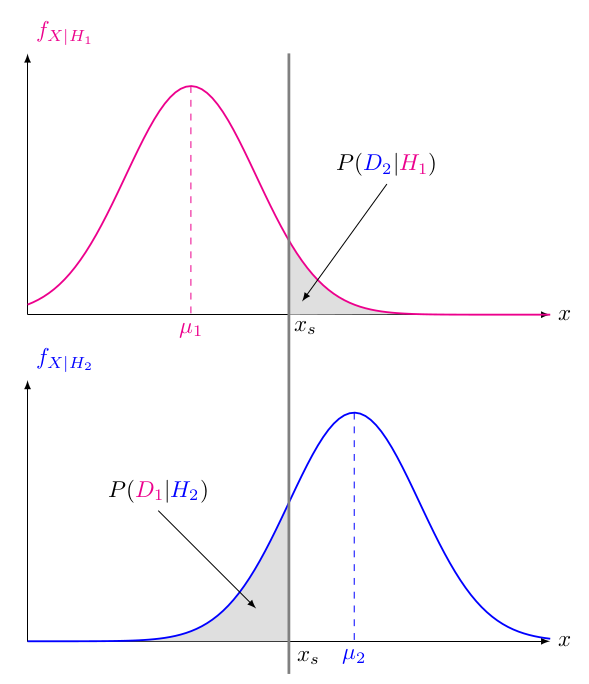
Fonctions densité de probabilité conditionnelle pour les deux hypothèses, distribuées suivant deux lois normales de même variance et d'espérances et et probabilités conditionnelles de mauvaise détection pour une valeur du seuil de détection

Les probabilités conditionnelles sont données ici par :
- {\displaystyle P(D_{1}|H_{j})=\Phi ({\frac {x_{s}-\mu _{j}}{\sigma }})}
- {\displaystyle P(D_{2}|H_{j})=1-\Phi ({\frac {x_{s}-\mu _{j}}{\sigma }})}

dans lesquelles {\displaystyle \Phi } est la fonction de répartition de la loi normale centrée réduite, soit encore {\displaystyle \Phi (x)={\frac {1+erf(x/{\sqrt {2}})}{2}}}, erf étant la fonction d'erreur.
La probabilité totale de mauvaise détection résultant de ce choix est donc
{\displaystyle {\begin{aligned}P(MD)&=P(D_{2}|H_{1})\,p_{1}+P(D_{1}|H_{2})\,p_{2}\\&=\left(1-\Phi ({\frac {x_{s}-\mu _{1}}{\sigma }})\right)\,p_{1}+\Phi ({\frac {x_{s}-\mu _{2}}{\sigma }})\,p_{2}\end{aligned}}}
Une autre facçon d'évaluer la détection est de tracer la courbe de la caractéristique opérationnelle du récepteur, c'est-à-dire {\displaystyle P(D_{2}|H_{2})} en fonction de {\displaystyle P(D_{2}|H_{1})} lorsqu'on fait varier {\displaystyle x_{s}} de {\displaystyle -\infty } à {\displaystyle +\infty }.